# Трес-Ломас (округ)
Округ Трес-Ломас (ісп. Tres Lomas) — адміністративно-територіальна одиниця 2-ого рівня у провінції Буенос-Айрес в центральній Аргентині. Адміністративний центр округу — Трес-Ломас (ісп. Tres Lomas).
Населення округу становить 8700 осіб (2010). Площа — 1253 кв. км.

## Історія
Округ заснований у 1986 році.

## Населення
У 2010 році населення становило 8700 осіб. З них чоловіків — 4291, жінок — 4409.

## Політика
Округ належить до 6-ого виборчого сектору провінції Буенос-Айрес.